# Florian Andrzejewski
Florian Stanisław Andrzejewski (ur. 14 grudnia 1946 w Łęgowie, zm. 22 września 1999) – polski rolnik i polityk, poseł na Sejm PRL IX kadencji.

## Życiorys
Uzyskał wykształcenie zasadnicze zawodowe, z zawodu rolnik. Od 1975 prowadził własne gospodarstwo rolne. Należał do Polskiej Zjednoczonej Partii Robotniczej, był członkiem komitetu wojewódzkiego partii w Pile oraz członkiem egzekutywy komitetu gminnego. Pełnił mandat radnego Wojewódzkiej Rady Narodowej w Pile. Od 1985 do 1989 pełnił mandat posła na Sejm PRL IX kadencji z okręgu Piła. Zasiadał w Komisji Rolnictwa, Leśnictwa i Gospodarki Żywnościowej.
Pochowany na cmentarzu komunalnym w Wągrowcu.

## Odznaczenia
- Złoty Krzyż Zasługi
- Srebrny Krzyż Zasługi
- Brązowy Krzyż Zasługi
- Medal 40-lecia Polski Ludowej
- Złota odznaka za rozwój województwa pilskiego